# Mateusz Łęgowski
Mateusz Łęgowski (Brodnica, Polonia, 29 de enero de 2003) es un futbolista polaco que juega como centrocampista en el Yverdon-Sport F. C. de la Superliga de Suiza.

## Selección nacional
El 22 de septiembre de 2022 debutó con la selección de Polonia en un partido de la Liga de Naciones de la UEFA 2022-23 ante los Países Bajos que perdieron por cero a dos.

## Estadísticas

### Clubes
Actualizado al último partido disputado el 2 de marzo de 2024.
| Club                            | Div.          | Temporada     | Liga  | Liga  | Liga   | Copas nacionales | Copas nacionales | Copas nacionales | Copas internacionales | Copas internacionales | Copas internacionales | Total | Total | Total  |
| Club                            | Div.          | Temporada     | Part. | Goles | Asist. | Part.            | Goles            | Asist.           | Part.                 | Goles                 | Asist.                | Part. | Goles | Asist. |
| ------------------------------- | ------------- | ------------- | ----- | ----- | ------ | ---------------- | ---------------- | ---------------- | --------------------- | --------------------- | --------------------- | ----- | ----- | ------ |
| Pogoń Szczecin · Polonia        | 1.ª           | 2021-22       | 19    | 1     | 1      | 0                | 0                | 0                | ―                     | ―                     | ―                     | 19    | 1     | 1      |
| Pogoń Szczecin · Polonia        | 1.ª           | 2022-23       | 26    | 3     | 3      | 0                | 0                | 0                | 1                     | 0                     | 0                     | 27    | 3     | 3      |
| Pogoń Szczecin · Polonia        | 1.ª           | 2023-24       | 2     | 0     | 0      | 0                | 0                | 0                | 3                     | 0                     | 0                     | 5     | 0     | 0      |
| Pogoń Szczecin · Polonia        | Total club    | Total club    | 47    | 4     | 4      | 0                | 0                | 0                | 4                     | 0                     | 0                     | 51    | 4     | 4      |
| U. S. Salernitana 1919 · Italia | 1.ª           | 2023-24       | 23    | 0     | 0      | 2                | 0                | 1                | ―                     | ―                     | ―                     | 25    | 0     | 1      |
| U. S. Salernitana 1919 · Italia | Total club    | Total club    | 23    | 0     | 0      | 2                | 0                | 1                | 0                     | 0                     | 0                     | 25    | 0     | 1      |
| Total carrera                   | Total carrera | Total carrera | 70    | 4     | 4      | 2                | 0                | 1                | 4                     | 0                     | 0                     | 76    | 4     | 5      |